# Chaetocnema hongkongensis
Chaetocnema hongkongensis  (лат.) — вид жуков-листоедов рода Chaetocnema трибы земляные блошки из подсемейства козявок (Galerucinae, Chrysomelidae). Юго-восточная Азия.  

## Распространение
Встречаются в Юго-восточной Азии (Вьетнам, Китай, Таиланд).

## Описание
Длина 1,70—1,80 мм, ширина 0,98—1,04 мм. От близких видов (Chaetocnema tonkinensis и Chaetocnema yiei) отличается комбинацией следующих признаков: мелкими размерами, светлой окраской, формой эдеагуса. Переднеспинка и надкрылья гладкие, бронзоватые или медные. Голова и дорзум мелко сетчатые. Лобно-боковая борозда присутствует. Антенномеры усиков полностью желтовато-коричневые (А1–11), лапки и голени желтовато-коричневые, передние и средние бёдра желтовато-коричневые, задние бёдра красно-коричневые. Голова гипогнатная (ротовые органы направлены вниз). Надкрылья покрыты несколькими рядами (6—8) многочисленных мелких точек — пунктур. Бока надкрылий выпуклые. Второй и третий вентриты слиты. Средние и задние голени с выемкой на наружной стороне перед вершиной. Переднеспинка без базальной бороздки. Вид был впервые описан в 2019 году в ходе ревизии ориентальной фауны рода Chaetocnema, которую провели энтомологи Александр Константинов (Systematic Entomology Laboratory, USDA, c/o Smithsonian Institution, National Museum of Natural History, Вашингтон, США) и его коллеги из Китая (Ruan Y., Yang X., Zhang M.) и Индии (Prathapan K. D.).